# Chayim Vittal
Chayim Vital (även kallad Hayyim ben Joseph Vital), född 1543, troligen i Kalabrien i södra Italien, eller möjligen i Safed i det osmanska Palestina, död 23 april 1620 i Damaskus, var en judisk rabbin, kabbalist och mystiker. Han är känd för att ha varit den främste lärjungen till Isaac Luria, grundaren av den lurianska kabbalan.

## Biografi
Vital studerade först Talmud och filosofi under Moses Alshich, men kom senare i kontakt med den spirande kabbalistiska rörelsen i staden Safed. År 1570 började han studera för den legendariske kabbalisten Isaac Luria. Luria undervisade endast under en kort tid innan han dog 1572, men hans esoteriska idéer om Ein Sof, själavandring (’‘gilgul’’) och tsimtsum (den gudomliga sammandragningen) fick djupgående inflytande – framför allt genom Vital, som samlade, redigerade och utvecklade Lurias läror.
Efter Lurias död ägnade sig Vital åt att systematisera och nedteckna sin lärares muntliga undervisning. Han författade flera viktiga verk, där det mest kända är Etz Chaim (”Livets träd”), en omfattande redogörelse för den lurianska kabbalans kosmologi, själslära och rituella implikationer.
Vital reste senare till Egypten och Damaskus, där han fortsatte att undervisa, och ble ledande inom kabbala. Hans manuskript spreds, ofta utan hans tillåtelse, och kom att utgöra grunden för den kabbalistiska traditionen i både sefardiska och ashkenaziska kretsar.